# Innoryżak amazoński
Innoryżak amazoński (Euryoryzomys macconnelli) – gatunek ssaka z podrodziny bawełniaków (Sigmodontinae) w obrębie rodziny chomikowatych (Cricetidae), występujący w Ameryce Południowej.

## Zasięg występowania
Innoryżak amazoński występuje głównie w dorzeczu Amazonki, w tym w południowej Kolumbii, południowej Wenezueli, regionie Gujana, wschodnim Ekwadorze, wschodnim Peru i Brazylii.

## Taksonomia
Gatunek po raz pierwszy zgodnie z zasadami nazewnictwa binominalnego opisał w 1910 roku brytyjski zoolog Oldfield Thomas nadając mu nazwę Oryzomys macconnelli. Holotyp pochodził z obszaru rzeki Supenaam, dopływu dolnego biegu rzeki Essequibo w Gujanie.
W 2006 roku dokonano rewizji podziału systematycznego, wyłączając z rodzaju Oryzomys niespokrewnione bliżej gryzonie i tworząc m.in. rodzaj Euryoryzomys. Autorzy Illustrated Checklist of the Mammals of the World uznają ten takson za gatunek monotypowy.

### Etymologia
- Euryoryzomys: gr. ευρυς eurus „szeroki”; rodzaj Oryzomys S.F. Baird, 1857 (ryżniak)[9].
- macconnelli: Frederick Vavasour McConnell (1868–1914), angielski podróżnik, kolekcjoner[10].

## Morfologia
Długość ciała (bez ogona) 130–166 mm, długość ogona 124–175 mm, długość tylnej stopy 32–37 mm; brak szczegółowych danych dotyczących masy ciała.

## Biologia
Jest spotykany od poziomu morza do 1524 m n.p.m. Żyje w pierwotnym lesie deszczowym, nigdy nie jest spotykany w lasach wtórnych. Prowadzi naziemny tryb życia.

## Populacja
Innoryżak amazoński jest zagrożony przez wylesianie i inną działalność ludzką. Ma on jednak duży zasięg występowania, choć lokalnie bywa rzadki. Jest uznawany za gatunek najmniejszej troski. W przyszłości w wyniku dalszych badań możliwy jest podział tego taksonu na trzy gatunki, wówczas ich status będzie musiał być zrewidowany.